# Giovanni De Paoli
Giovanni De Paoli est un architecte, chercheur et professeur émérite à l’Université de Montréal et il a été (2006 à 2013) doyen de la Faculté de l’Aménagement. En 2015, le Président de la République italienne lui a décerné le titre de Chevalier de l’Ordre du Mérite de la République italienne (Ordine al Merito della Repubblica Italiana).

## Biographie
Né en Italie, Giovanni De Paoli est arrivé à Montréal directement d’Italie en 1975, et fait partie des pionniers de l’architecture durable, appelée architecture alternative ou architecture solaire dans les années 1970. Il a participé, comme membre fondateur du Groupe de recherche en énergies nouvelles (GREN) à la Faculté de l’aménagement de l’Université de Montréal et à la construction d’une maison laboratoire sur le campus de l’Université en 1977. Plusieurs de ses travaux d’architecture ont été déposés aux archives du Centre canadien d'architecture (CCA) et une des réalisations, la maison solaire Laurin à Mirabel conçue en collaboration avec Pierlucio Pellissier architecte, a été présenté lors de l’exposition Le temps presse, une contre-histoire environnementale du Canada moderne, en 2017 au CCA,.
Giovanni De Paoli est détenteur d’un diplôme d’architecte et d’un doctorat en architecture de la Faculté d’architecture de Florence et de l’École polytechnique de Turin (1974), ainsi que d’un Ph. D. de la Faculté de l’aménagement de l’Université de Montréal (2000). Il détient aussi un Diplôme de Geometra (techniques du bâtiment et aménagement du territoire) de l'Institut technique I. Manzetti (Aoste, Italie) en 1969 et un Diplôme de Maître ès sciences appliquées (M.Sc.A.) de la Faculté de l’aménagement de l'Université de Montréal en 1979.

## Principales réalisation et contributions
M. De Paoli a contribué au développement de la connaissance dans les domaines du climat et de la physique du bâtiment, de la modélisation des échanges thermiques et dans la conception et modélisation par ordinateur,. Son expérience, académique et professionnel, a été mise à profit dans les recherches qu’il a dirigé à l’École d’architecture de la Faculté de l’aménagement de l’Université de Montréal et dans l’encadrement de doctorants et futurs chercheurs en architecture.
Membre de l’Institut royal d’architecture du Canada depuis 1980, il devient professeur à l’École d’architecture de l’Université de Montréal en 2000 et doyen de la Faculté de l’aménagement à partir de 2006. Il a été reçu au sein du Collège des Fellows de l’Institut royal d’architecture du Canada (IRAC) en 2009. Le titre de fellow est décerné à des membres sélectionnés de l’IRAC afin de reconnaitre leur contribution à l’architecture, à la recherche, à l’enrichissement des connaissances et à rehausser la réputation de la profession architecturale au Canada et ailleurs.
Giovanni De Paoli a aussi innové dans les nouvelles technologies. Il a publié, avec Pierlucio Pellissier, en 1992 l’un des premiers livres sur l’enseignement des applications numériques en architecture. Il a aussi inauguré un nouveau créneau d'études prometteur : le design humanitaire,. 
Durant sa carrière, il a développé plusieurs collaborations internationales, notamment avec la Lebanese American University, l’Académie Libanaise Des Beaux-Arts, le Département Hypermédia de l’Université de Paris et le Département d’Architecture (DIDA) de l’Université de Florence. Il a été professeur invité dans plusieurs universités dont Paris, l’École nationale supérieure d’Architecture de Montpellier et de Toulouse, l'Istituto Universitario di Architettura de Venise et le Dipartimento d’Architettura de Florence, la Pontificia Universidad Javeriana de Bogotà, le Brace Research Institute de McGill University, la Faculty of Architecture & Design de la Lebanese American University et l’Académie Libanaise des Beaux-Arts de Beyrouth.
Il a été membre de plusieurs conseils d’administration, dont celui de la Chambre du Commerce Italienne au Canada, de Mission Design (dont l'objectif était d'allier design et développement économique au Québec) et du Conseil d’administration du Cégep de Saint-Laurent, à Ville Saint-Laurent, où il a enseigné et dirigé le département de technologie de l’architecture (1975-1999).
Les textes et livres rédigés et publiés par l'auteur portent sur le développement durable, la conservation du bâtiment et les technologies de l’information et de la communication (voir liste sélectives plus bas).

## Prix et distinctions
- 2009 - Collège des Fellows de l’Institut royal d’architecture du Canada (IRAC)[7]. Le titre de fellow est décerné à des membres sélectionnés de l’IRAC afin de reconnaitre leur contribution à l’architecture, à la recherche, à l’enrichissement des connaissances et à rehausser la réputation de la profession architecturale au Canada et ailleurs.
- 2015 - Chevalier de l’ordre du Mérite de la République italienne Ordine al Merito della Repubblica Italiana (souvent abrégé en OMRI)[2]. Il s’agit de la plus haute distinction honorifique instituée par l'Italie, pour ses contributions au développement de l’Architecture entre le Canada et l’Italie.
- 2016 - Professeur émérite, Université de Montréal, Ce titre est décerné à un professeur ou à un chercheur à la retraite en reconnaissance de services exceptionnels. Il constitue une très haute distinction et est purement honorifique[1].

## Publications (listes sélectives)

### Livres
- Dessin d’architecture par ordinateur, Giovanni De Paoli et Pierlucio Pellissier, 1992.
- Modélisation architecturale et outils informatiques entre cultures de la représentation et du savoir-faire, Les cahiers scientifiques de l'ACFAS, No 95, Éditeur avec T. Tidafi, Montréal, Canada, 2000, 195 pages.  (ISSN 0847-9119)
- Patrimoine et enjeux actuels, Ouvrage collectif sous la direction de Giovanni De Paoli, Nada El-Khoury et Georges Khayat, 2008.  (ISBN 2-909285-50-2) Bibliothèque nationale du Québec
- Mobility & Design, Ouvrage collectif sous la direction de : Nada El-Khoury & Giovanni De Paoli, 2013.  (ISBN 979-10-90094-14-7)

### Articles
- Climat, physique du bâtiment et conception assistée par ordinateur : une randonnée à travers la multidisciplinarité, dans Architecture et Modernité, Éditions Trames, Université de Montréal, 2004, page 107-120.  (ISSN 0847-9119) Bibliothèque nationale du Québec
- L’espace numérique, un environnement propice à la recherche création, dans La recherche création pour une compréhension de la recherche en pratique artistique, sous la direction de Pierre Gosselin et Eric Le Coguiec, Presses de l’Université du Québec, Montréal, 2006, pages 121-134.  (ISBN 978-2-7605-1918-3)
- La recherche-création en architecture : une randonnée sur les méthodes et les pratiques de conception en architecture, dans Traiter de recherche-création, sous la direction de Monik Bruneau et André Villeneuve, Presses de l’Université du Québec, Montréal, 2007, pages 227-253.  (ISBN 978-2-7605-1939-8)
- Projet de création d'un espace-mémoire pour des sites historiques à l’aide des TIC, dans  L’esprit du lieu : entre le patrimoine matériel et immatériel /Spirit of Place: Betwenn Tangible and Intandible Heritage, sous la direction de L. Turgeon, Les Presses de l’Université Laval, (co-auteur avec P. Grussenmeyer, E. Meyer et N. El-Khoury), 2009, p. 397-410.  (ISBN 978-2-7637-8994-1)
- Compréhension, communication et gestion de l’esprit du lieu : patrimoine et stratégies de développement durable, dans Joining languages, cultures and visions CAADFutures2009, (coauteur avec El-Khoury), N., Les presses Université de Montréal, Montréal, 2009, p.83-94.  (ISBN 978-2-7606-2177-0)
- Interactive Itinerary of heritage houses in Beirut: walking back to the future, in Digital Heritage, Series: Lecture Notes in Computer Science, Vol. 6436, (coauteur avec N. El-Khoury), Springer Publishing, Germany, pp. 389-398, 2010. DOI: 10.1007/978-3-642-16873-4_30